# Lobomastax nana
Lobomastax nana är en insektsart som beskrevs av Marius Descamps 1971. Lobomastax nana ingår i släktet Lobomastax och familjen Euschmidtiidae. Inga underarter finns listade i Catalogue of Life.